# 亞歷山大·杜賓斯基
亞歷山大·阿納托利耶維奇·杜賓斯基（烏克蘭語：Олекса́ндр Анато́лійович Дубі́нський，羅馬化：Oleksandr Anatoliiovych Dubinskyi，1981年4月18日—），烏克蘭政治家、記者、部落格主，自2019年起擔任乌克兰最高拉达議員。他同時也是1+1頻道電視節目「金錢」的主持人。
杜賓斯基最初是人民公僕黨成員，並被選為財政、稅收和海關政策委員會副主席。杜賓斯基及其政黨與烏克蘭寡頭伊戈爾·科洛莫伊斯基的關係受到了媒體的密切關注，他反對烏克蘭民族主義中較激進的元素也同樣受到了關注。
2021年1月，杜賓斯基因逃稅和非法斂財而受到調查，隨後被人民公僕開除出黨。2023年8月，烏克蘭開始了一項單獨的調查，他被指控在俄羅斯入侵烏克蘭期間以虛假藉口前往西班牙度假。同年11月，杜賓斯基遭拘留，並被控以叛國罪，檢方指控他「依照俄羅斯情報部門的指令聯合魯迪·朱利安尼，將拜登家族同烏克蘭腐敗聯繫起來」。杜賓斯基否認了對他的指控，稱此次調查是出於政治動機。
2025年2月26日，杜賓斯基在X（原Twitter）上發文稱澤倫斯基為叛徒。2月27日，《紐約時報》報道稱杜賓斯基為「前議員」，他「在監獄裡製作影片，宣傳其所謂的支持川普和支持和平議程，他因叛國罪正在服刑。」